# Fisktjärnen (Tännäs socken, Härjedalen)
Fisktjärnen är en sjö i Härjedalens kommun i Härjedalen och ingår i Ljusnans huvudavrinningsområde. Sjön har en area på 0,184 kvadratkilometer och ligger 756,8 meter över havet.

## Delavrinningsområde
Fisktjärnen ingår i det delavrinningsområde (691944-133345) som SMHI kallar för Utloppet av Fisktjärnen. Medelhöjden är 760 meter över havet och ytan är 0,58 kvadratkilometer. Det finns inga avrinningsområden uppströms utan avrinningsområdet är högsta punkten. Vattendraget som avvattnar avrinningsområdet har biflödesordning 4, vilket innebär att vattnet flödar genom totalt 4 vattendrag innan det når havet efter 391 kilometer. Avrinningsområdet består mestadels av skog (68 procent). Avrinningsområdet har 0,18 kvadratkilometer vattenytor vilket ger det en sjöprocent på 31,8 procent.